# El Campillo (Valladolid)
El Campillo è un comune spagnolo di 245 abitanti situato nella comunità autonoma di Castiglia e León.